# Лејк (Мисисипи)
Лејк (енгл. Lake) град је у америчкој савезној држави Мисисипи.

## Демографија
По попису из 2010. године број становника је 324, што је 84 (-20,6%) становника мање него 2000. године.
| Група             | 2000.       | 2010.       |
| Белци             | 181 (44,4%) | 152 (46,9%) |
| Афроамериканци    | 225 (55,1%) | 163 (50,3%) |
| Азијати           | 0 (0,0%)    | 2 (0,6%)    |
| Хиспаноамериканци | 0 (0,0%)    | 4 (1,2%)    |
| Укупно            | 408         | 324         |